# Острів (Шептицький район)
О́стрів — село в Україні, у Шептицькому районі Львівської області. Населення становить 1849 осіб. Перша писемна згадка сягає 1419 р.

## Адміністрація
Старостою села є Чіпак Ірина Михайлівна, і також сіл Бережне, Борятин, Добрячин, Рудка.

## Розташування
Село розташоване на р. Солокії, притоці Західного Бугу, за 4 км на захід від Шептицького. Заплава часто заболочена, вкрита лучною рослинністю. Річище помірно звивисте.

## Релігійне життя
В Острові знаходиться неовізантійська церква св. Архістратига Михаїла, збудована в 1884-85 рр. за проектом Василя Нагірного у плані хреста, з одним великим куполом. У храмі служать Богослужіння дві парафії: УПЦ-КП — отець Любомир Хомин та УГКЦ — отець Андрій Тимчак.
В поселенні збереглася руїна маловідомого костелу Вознесіння Найсвятішої Діви Марії.
Також на території села знаходиться капличка з цілющою водою. У ній на свято Благовіщення відправляється Богослужіння.

## Освіта
У селі є нова школа. Школа є однією з провідних у Белзькому освітньому окрузі.[джерело?]
Історія школи в селі Острів розпочалась із 7 квітня 1952 року. Саме в цей день до села приїхали чотири вчительки: Юлія Василівна Дудяк (Войтківська), Галина Йосипівна Кушнір (Живко) — призначили директором, Галина Михайлівна Горак (Білинська) та Дарія Григорівна Петух. 8 квітня заввідділу освіти розпорядився завезти парти до школи. Ці 4 вчительки запрягли сани биками і привезли парти до школи із м. Белз.
14 квітня 1952 року було відкрито 7-річну школу. Назва — Острівська середня загальноосвітня політехнічна школа. Юлія Василівна навчала укр. мови та рос. мови у 5-6 класах, Галина Йосипівна — українську мову в 7 класі. Всі предмети були розподіленими між 4-ма вчителями до червня. З серпня школа повністю укомплектована вчителями - предметниками. Двері школи були відчинені для 21 першокласника. Всього в школі в цей рік навчалось 187 учнів.
Доброю звісткою для жителів села стало рішення про будівництво нової школи. На місці майбутньої новобудови з'явився стенд. Нове приміщення школи було відкрито в 1981 році. Школа відчинила двері для 482 своїх вихованців. Все нове, сучасне — поліровані меблі, численне методичне обладнання, технічні засоби. Красивий актовий зал, простора і світла їдальня, спортзал.
В 1991 році школа була комп'ютеризована.
У 2009 році школа була реорганізована в Острівський НВК «ЗШ І — ІІІ ст — дит. садок», бо саме в цей час дитячий садок прийняв 25 своїх вихованців. А через рік у садочку вже стало 50 вихованців (відкрили середню групу).
У 2013–2014 навчальному році в школі навчається 202 учні. Педагогічний колектив налічує 30 вчителів і 3 вихователі ДНЗ. Очолює школу Дзьоба А.М.

## Населення

### Мова
Розподіл населення за рідною мовою за даними перепису 2001 року:
| Мова       | Кількість | Відсоток |
| ---------- | --------- | -------- |
| українська | 1841      | 99.57%   |
| російська  | 6         | 0.32%    |
| білоруська | 2         | 0.11%    |
| Усього     | 1849      | 100%     |

## Особистості
- Кушнір Роман Михайлович — професор, доктор фізико-математичних наук, директор Інституту прикладних проблем механіки і математики ім. Я. С. Підстригача.
- Морозюк Микола Миколайович — український футболіст, півзахисник київського «Динамо».